# Dečja vas pri Zagradcu
Dečja vas pri Zagradcu je naselje v Občini Ivančna Gorica.